# Constance Bulwer-Lytton
Lady Constance Georgina Bulwer-Lytton (12 de gener de 1869, 2 de maig de 1923) és una escriptora britànica, sufragista i militant de les reformes carceràries, pel dret de vot de les dones i de la contracepció. Va utilitzar el pseudònim de Jane Warton.

## Biografia

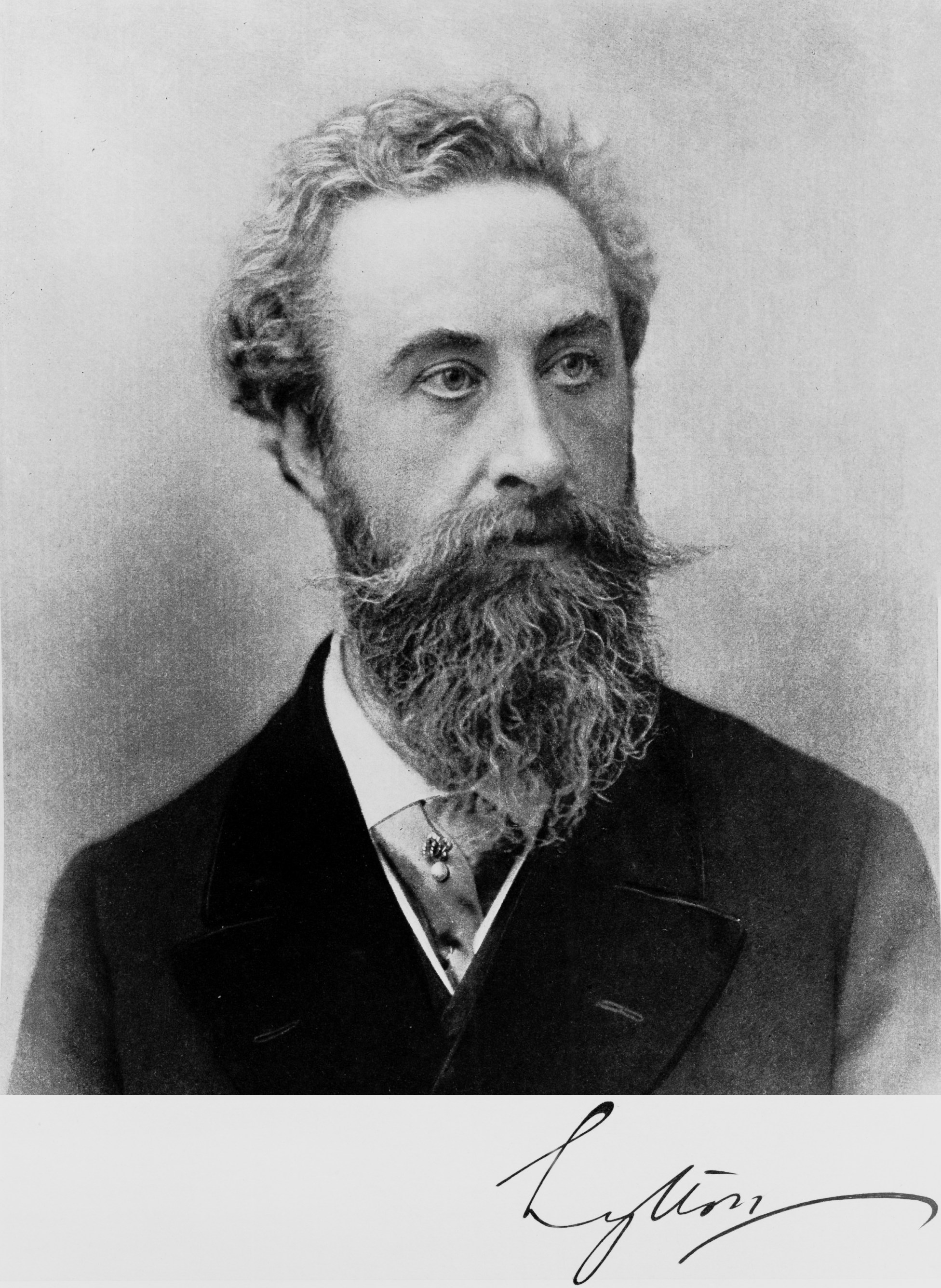
Robert Bulwer-Lytton, comte de Lytton, pare de Constance

Constance és la tercera filla de Robert Bulwer-Lytton, 1r comte de Lytton, i d'Edith Villiers. Robert és diplomàtic en diferents tribunals europeus i Edith donzella d'honor (Lady of the Bedchamber) de la reina Victòria.

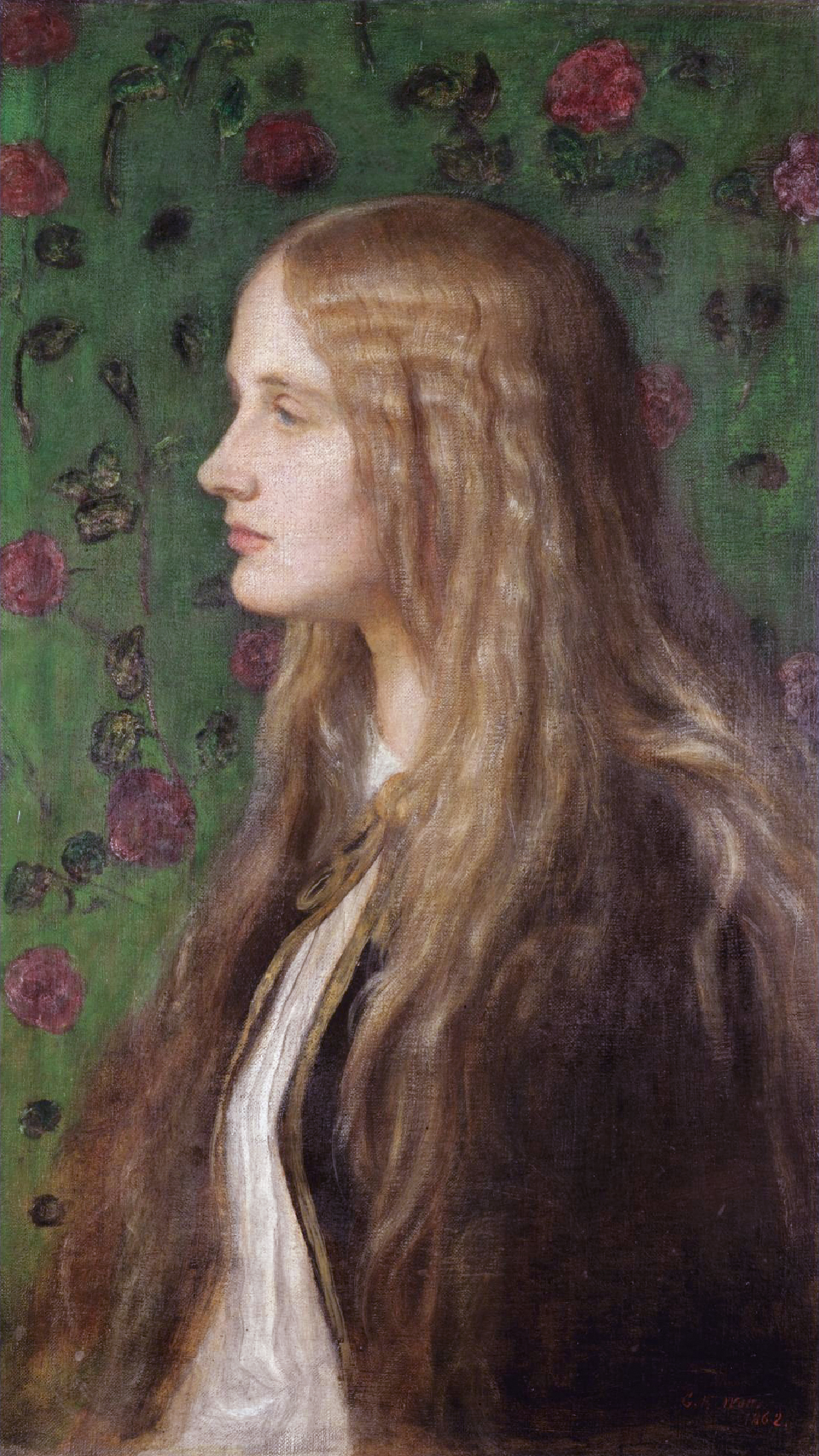
Edith Villiers, comtessa Lytton, mare de Constance

En novembre de 1875, Robert és nomenat governador general de les Índies (virrei) per Benjamin Disraeli, en un moment crític per al país. Constance neix a Viena, Àustria, el 12 de gener de 1869, però passa els onze primers anys de la seva vida a l'Índia. Nena solitària, és educada per un seguit de governantes. Va créixer a continuació a Anglaterra envoltada de grans noms de l'art, de la política i de la literatura, però rebutjarà sempre el mode de vida de l'aristocràcia.
Constance té sis germans i germanes: Edward Rowland John Bulwer-Lytton (1865–1871), Lady Elizabeth Edith "Betty" Bulwer-Lytton (1867 – 1942), Henry Meredith Edward Bulwer-Lytton (1872–1874), Lady Emily Bulwer-Lytton (1874–1964), Victor Bulwer-Lytton, 2n Comte de Lytton (1876–1947) i Neville Bulwer-Lytton, 3r comte de Lytton (1879 – 1951).
A la mort del seu pare, l'any 1891, es retira de la societat per prendre cura de la seva mare. L'any 1892, s'enamora però la seva mare rebutja que es casi amb un home l'"estatut social del qual és inferior al seu". Constance esperarà vanament que aquesta canviï de parer i no es casarà mai.

## Sufragi de les dones
L'any 1905, Constance hereta 1.000 lliures esterlines de la seva bestia i padrina, Lady Bloomfields. Destina la suma a renovar la dansa Morris (una dansa folklòrica anglesa) i el seu germà Neville li suggereix de fer un donatiu al Club Esperança, un grup de cant i de dansa per a joves de classe obrera que practica aquesta dansa. El club havia estat fundat per Emmeline Pethick-Lawrence i Mary Neal davant de les condicions difícils de les obreres del sector tèxtil londinenc.

### 1908, sufragista
L'any 1908, Constance es creua amb sufragistes al Club Esperança. S'hi interessa en principi perquè han estat a la presó i el tema de les reformes carceràries l'engresca. En el moment d'un dinar amb la inspectora de la presó de Holloway després de l'alliberament d'un grup de sufragistes, coneix Emmeline Pethick-Lawrence, que li parla del dret de vot de les dones. Elles simpatitzen, però Constance escriu a Adela Smith, el 10 de setembre de 1908, "she left me unconverted" ("no va arribar a convertir-me"). L'octubre, escriu a la seva mare que ha ofert ajuda a Emmeline en el seu combat per al dret de vot. En el seu llibre (publicat l'any 1914) Prison and Prisoners, comprova: "Les dones han provat moltes vegades, però sempre en va, tots els mitjans pacífics a la seva disposició per influir els governs successius. Sèquits i peticions han estat absolutament inútils. El gener de 1909, he decidit fer-me membre de la Unió Femenina social i política (WSPU)". Per a la Unió, fa una sèrie de discursos pel país. Escriu al secretari d'estat Herbert Gladstone per demanar-li l'alliberament d'Emmeline Pankhurst i Christabel Pankhurst, llavors a la presó.

### 1909, empresonaments
Constance és empresonada dues vegades l'any 1909 a la presó d'Holloway, després haver-se manifestat a la Cambra dels Comuns del Regne Unit, però passa gran part de la seva pena a la infermeria a causa de la seva salut fràgil. Quan les autoritats descobreixen la seva identitat, ordenen deixar-la anar. Tenen igualment por que la seva salut i la seva vaga de fam en facin una màrtir. Furiosa per aquesta injustícia, escriu al Liverpool Daily Post per queixar-se del tractament preferent que ha rebut.
Durant la seva estada el març 1909, decideix gravar-se "Vot per a les dones" del pit a la galta, amb la finalitat que la marca quedi visible. Però després de veure acabada la V sobre el seu pit, demana una bena estèril a la infermeria per evitar una infecció i els seus plans queden interromputs per les autoritats.
L'octubre de 1909, Constance és detinguda a Newcastle. Ha llançat una pedra enrotllada en un paper amb el missatge: "A Lloyd George: la rebel·lió contra la tirania és obediència a Déu -Fets, no paraules." El seu missatge és una resposta a la nova política del govern d'alimentar per força les sufragistes presoneres en vaga de fam.
Publica un pamflet "No Votes for Women: A Reply to Some Recent Anti-Suffrage Publications" ("No vot per a les dones: una resposta a algunes publicacions antisufragi recents").

### 1910, Jane Warton

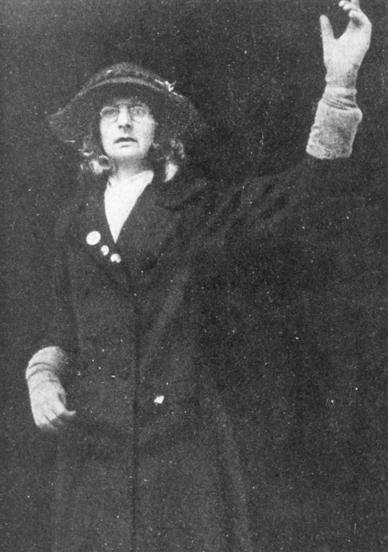
Lady Constance Bulwer-Lytton disfressada com a Jane Warton, durant la manifestació de 1910 de les sufragistes a Liverpool

El gener 1910, convençuda que els presoners més pobres són maltractats, Constance va a Liverpool disfressada de Jane Warton, una modista londinenca. És detinguda després d'haver tirat un pedra a un cotxe, tancada a la presó de Walton durant 14 dies de treballs forçats i alimentada per força 8 vegades. Després del seu alliberament, malgrat la seva debilitat, escriu el relat de la seva experiència per al Times i Votes for Women (el mensual de la WSPU). A continuació, fa conferències sobre les condicions carceràries suportades per les sufragistes empresonades.
Però la seva salut continua deteriorant-se i té una crisi cardíaca l'agost del 1910 i una sèrie d'accidents vasculars cerebrals que la deixen paralitzada de tot el costat dret del cos. Increbantable, utilitza la seva mà esquerra per a escriure en Prisons and Prisoners, que esdevindrà una eina d'influència per a la millora de les condicions carceràries.

### A partir de 1911
El novembre 1911, l'empresonen a Holloway per quarta vegada, després d'haver trencat una finestra del palau de Westminster. Comprova que les condicions de les detencions han millorat: "un exemple d'urbanitat; desconegut la primera vegada que havia estat aquí i les sufragistes eren tractades com presoneres polítiques". Publica el seu llibre Taxem and Prisoners l'any 1914.
Després que el WSPU hagi suspès la seva campanya a l'alba de la guerra de 1914, Constance dona suport a la campanya de Marie Stopes per a l'establiment de clíniques d'ortogènia.
El gener de 1918, el Parlament presenta una llei autoritzant el vot de les dones més grans de 30 anys.

## Mort
Constance no es curarà mai completament del tractament que va patir a la presó ni de la seva crisi cardíaca. És cuidada per la seva mare a Knebworth. Mor l'any 1923, a l'edat de 54 anys. En el seu enterrament, es va posar sobre el seu fèretre els colors violetes, blancs i verds de les sufragistes.